# Tortricodes
Tortricodes is een geslacht van vlinders van de familie bladrollers (Tortricidae), uit de onderfamilie Tineinae.

## Soorten
- T. alternella

Voorjaarsbladroller (Denis & Schiffermüller, 1775)
- T. selma Koçak, 1991
- T. violellus Razowski, 1956